# 東洋山
東洋山（英語：Tung Yeung Shan），香港新界的一座山峰，位於大老山的東北偏東、大老坳東北。高海拔532米。

## 景點及景觀
該山上有兔仔許願石。該山上可清楚見到蠔涌及白沙灣一帶。由於附近的山較高，較難看到秀茂坪及寶林一帶。

## 交通
如欲登東洋山，可經飛鵝山道，轉入衛奕信徑第四段後前行約100米，便可右轉直上登峰。
或者可以從小瀝源村經麥理浩徑經石芽背>猩猩石>兔仔許願石抵達。